# Grandma's Boy
Grandma's Boy är en amerikansk komedifilm producerad av Adam Sandlers produktionsbolag Happy Madison år 2006. I rollerna ser vi bland andra Allen Covert (även producent och manusförfattare) och Linda Cardellini.
Utöver de återkommande skådespelarna i Sandlerfilmer Peter Dante, Jonathan Loughran och Kevin Nealon ser vi även skådespelare som Nick Swardson, Shirley Jones, Joel Moore och Shirley Knight. Rob Schneider, David Spade och professionella wrestlern Kevin Nash har småroller, samt en tidig roll för Jonah Hill.

## Handling
När hans rumskamrat (Jonathan Loughran) spenderar hyrespengarna på filippinska prostituerade, bestämmer sig Alex (Allen Covert), en 35-årig TV-spelstestare, för att hitta ett nytt ställe att bo. Efter en "sammanstötning" med sin kompis (Nick Swardson) mamma blir Alex tvingad att flytta in hos sin mormor (Doris Roberts). Alex berättar dock för sina arbetskollegor att han bor med "tre heta brudar", men menar sin mormor och hennes två rumskamrater (Shirley Jones och Shirley Knight).

## Rollista
| Skådespelare                      | Roll          | Notering                         |
| --------------------------------- | ------------- | -------------------------------- |
| Allen Covert                      | Alex          | Protagonist/Speltestare          |
| Linda Cardellini                  | Samantha      | Projektledare/Konsult            |
| Peter Dante                       | Dante         | Marijuanaförsäljare              |
| Doris Roberts                     | Grandma Lilly | Alex mormor                      |
| Joel Moore (som Joel David Moore) | J.P.          | TV-spelsprogrammerare/Antagonist |
| Shirley Jones                     | Grace         | Mormors rumskamrat               |
| Shirley Knight                    | Bea           | Mormors rumskamrat               |
| Kevin Nealon                      | Mr. Cheezle   | Chef för Brainasium              |
| Nick Swardson                     | Jeff          | Alex kollega/vän                 |
| Jonah Hill                        | Barry         | Alex kollega/vän                 |
| Kelvin Yu                         | Kane          | Alex kollega/vän                 |
| Chuck Church                      | Dan           | Kollega (utmanar Alex)           |
| Scott Halberstadt                 | Bobby         | Kollega (utmanar Jeff)           |
| Rob Schneider                     | Yuri          | Alex hyresvärd                   |
| David Spade                       | Shylo         | Kypare på veganrestaurang        |

## Produktion
Den filmades i Los Angeles på L.A. Center Studios och platser i närheten. Filmen öppnade på över 2000 biografer 6 januari 2006. 
Region 1 DVD:n utgavs 9 maj 2006 i widescreenformat, med bioversionen och en oklippt version, undertexter på engelska och spanska och ljudspår på engelska, spanska och franska. Den innehåller kommentatorspår med regissören och stjärnorna, borttagna scener, alternativa repliker och ett flertal "featurettes".

## Mottagande
Då filmen utkom fick den dåliga recensioner. På Rotten Tomatoes, fick den 16% av kritikerna på 56 recensioner och 60% av användarna baserat på 195 röster. På Metacritic har den fått 33% på 15 recensioner. Trots dåliga recensioner har filmen fått ett kultfölje. Grandma's Boy har faktiskt vunnit flera priser, bland annat "Bästa stonerfilmen", "Bästa skådespelare" (Allen Covert), "Bästa marijuanascenen i en film" på 2006 års Stony Awards.

## Soundtrack
Soundtracket innehåller dialogspår från filmen mellan låtarna.
| Spår # | Titel                  | Artist                   | Tid  |
| ------ | ---------------------- | ------------------------ | ---- |
| 2      | "Another Day"          | The Twenty Twos          | 2:40 |
| 4      | "Helicopter"           | Bloc Party               | 3:39 |
| 5      | "Meantime"             | The Futureheads          | 2:49 |
| 7      | "Spinnin'"             | Zion I                   | 3:25 |
| 9      | "Little Girl"          | The Daylights            | 3:16 |
| 10     | "Never Win"            | Fischerspooner           | 3:59 |
| 12     | "Sittin' Sidewayz"     | Paul Wall/Big Pokey      | 3:48 |
| 14     | "Alive and Amplified"  | The Mooney Suzuki        | 3:05 |
| 15     | "Can't Kick the Habit" | Spin Doctors             | 8:12 |
| 17     | "Night On Fire"        | VHS or Beta              | 4:01 |
| 18     | "Anyone"               | Moving Units             | 3:57 |
| 20     | "Windowlicker"         | Aphex Twin               | 6:04 |
| 21     | "STD Dance"            | Ima Robot                | 4:35 |
| 23     | "Grandma's Boyee"      | Kool Keith/Kutmasta Kurt | 4:09 |